# Elecciones al Parlamento Europeo de 1995 (Suecia)
En las elecciones al Parlamento Europeo de 1995 en Suecia, celebradas en junio, se escogió a los 22 representantes de dicho país para la cuarta legislatura del Parlamento Europeo. Tras su reciente incorporación a la Unión Europea, es la primera participación de Suecia en unos comicios europeos, celebrados de forma intercalada en medio de una legislatura.

## Resultados
| Datos de participación | Datos de participación | Datos de participación |
| ---------------------- | ---------------------- | ---------------------- |
| Censo electoral        | 6.556.050              | 100%                   |
| Votantes               | 2.727.317              | 41,6                   |
| Abstención             | 3.828.733              | 58,4                   |
| A candidatura          | 2.683.151              |                        |

| ← Elecciones al Parlamento Europeo de 1995 → |         |       |         |
| Partido                                      | Votos   | %     | Escaños |
| Partido Socialdemócrata Obrero de Suecia (S) | 752.817 | 28,06 | 7       |
| Partido Moderado (M)                         | 621.568 | 23,17 | 5       |
| Partido Verde (MP)                           | 462.092 | 17,22 | 4       |
| Partido de la Izquierda (V)                  | 346.764 | 12,92 | 3       |
| Partido de Centro (C)                        | 192.077 | 7,16  | 2       |
| Partido Popular Liberal (FP)                 | 129.376 | 4,82  | 1       |
| Unión Demócrata Cristiana (KDS)              | 105.173 | 3,92  | 0       |
| Lista de Sarajevo (SL)                       | 26.875  | 1,00  | 0       |
| Fria EU-kritiker (FE)                        | 18.398  | 0,69  | 0       |
| Lista de la Justicia (RL)                    | 14.904  | 0,56  | 0       |
| Otros partidos                               | 10.266  | 0,38  | 0       |
| Nueva Democracia (NYD)                       | 2.841   | 0,11  | 0       |